# You’ll See
You'll See – pierwszy singel z kompilacji najlepszych ballad Madonny pt. Something to Remember. Piosenka została napisana przez Davida Fostera znanego ze współpracy m.in. z Céline Dion. Madonna nagrała także hiszpańskojęzyczną wersję tej piosenki zatytułowaną "Verás".

## Teledysk
Teledysk do piosenki wyreżyserował Michael Haussman. You'll See jest kontynuacją historii miłości piosenkarki i hiszpańskiego matadora zawartej w klipie do piosenki Take a Bow. W ten sposób chciano skojarzyć nową piosenkę Madonny z jednym z jej największych hitów, by pomóc w jej promocji. Teledysk zawiera nawet fragmenty klipu do Take a Bow.

## Listy sprzedaży
| Kraj              | Najwyższa pozycja | Sprzedaż |
| ----------------- | ----------------- | -------- |
| Australia         | 9 (2 tygodnie)    | 35 000   |
| Austria           | 5                 | -        |
| Brazylia          | 1                 | -        |
| Europa            | 8 (2 tygodnie)    | -        |
| Finlandia         | 2 (5 tygodni)     | -        |
| Francja           | 24                | 80 000   |
| Japonia           | 1 (2 tygodnie)    | -        |
| Kanada            | 17                | 10 000   |
| Niemcy            | 15                | 140 000  |
| Stany Zjednoczone | 6                 | 430 000  |
| Szwajcaria        | 8                 | -        |
| Wielka Brytania   | 5                 | 340 000  |
| Włochy            | 3                 | 25 000   |